# Guntersberg (Velden)
Guntersberg ist ein Gemeindeteil des Marktes Velden im niederbayerischen Landkreis Landshut.

## Lage
Die Einöde Guntersberg liegt 4,2 Kilometer südlich des Marktplatzes von Velden.

## Bevölkerungsentwicklung
Um 1871 gab es in Guntersberg fünf Einwohner. Nach geringfügigen Schwankungen der Bevölkerungszahl lebten dort im Mai 1987 wieder fünf Einwohner in einem Wohngebäude.
| Jahr      | 1871 | 1925 | 1950 | 1970 | 1987 |
| Einwohner | 5    | 5    | 7    | 4    | 5    |